# Sirotići
Sirotići is een plaats in de gemeente Buzet in de Kroatische provincie Istrië. De plaats telt 18 inwoners (2001).